# Santa Cecília de Voltregà
Santa Cecília de Voltrega ist eine katalanische Gemeinde (Municipio) mit 192 Einwohnern (Stand: 2024) in der Provinz Barcelona im Nordosten Spaniens. Sie liegt in der Comarca Osona. 

## Geographie
Santa Cecília de Voltrega liegt etwa 72 Kilometer nördlich von Barcelona in einer Höhe von ca. 520 m.

## Demografie
| 1900 | 1930 | 1950 | 1970 | 1981 | 1991 | 2001 | 2011 | 2021 |
| ---- | ---- | ---- | ---- | ---- | ---- | ---- | ---- | ---- |
| 191  | 293  | 309  | 198  | 194  | 187  | 206  | 178  | 179  |

## Sehenswürdigkeiten

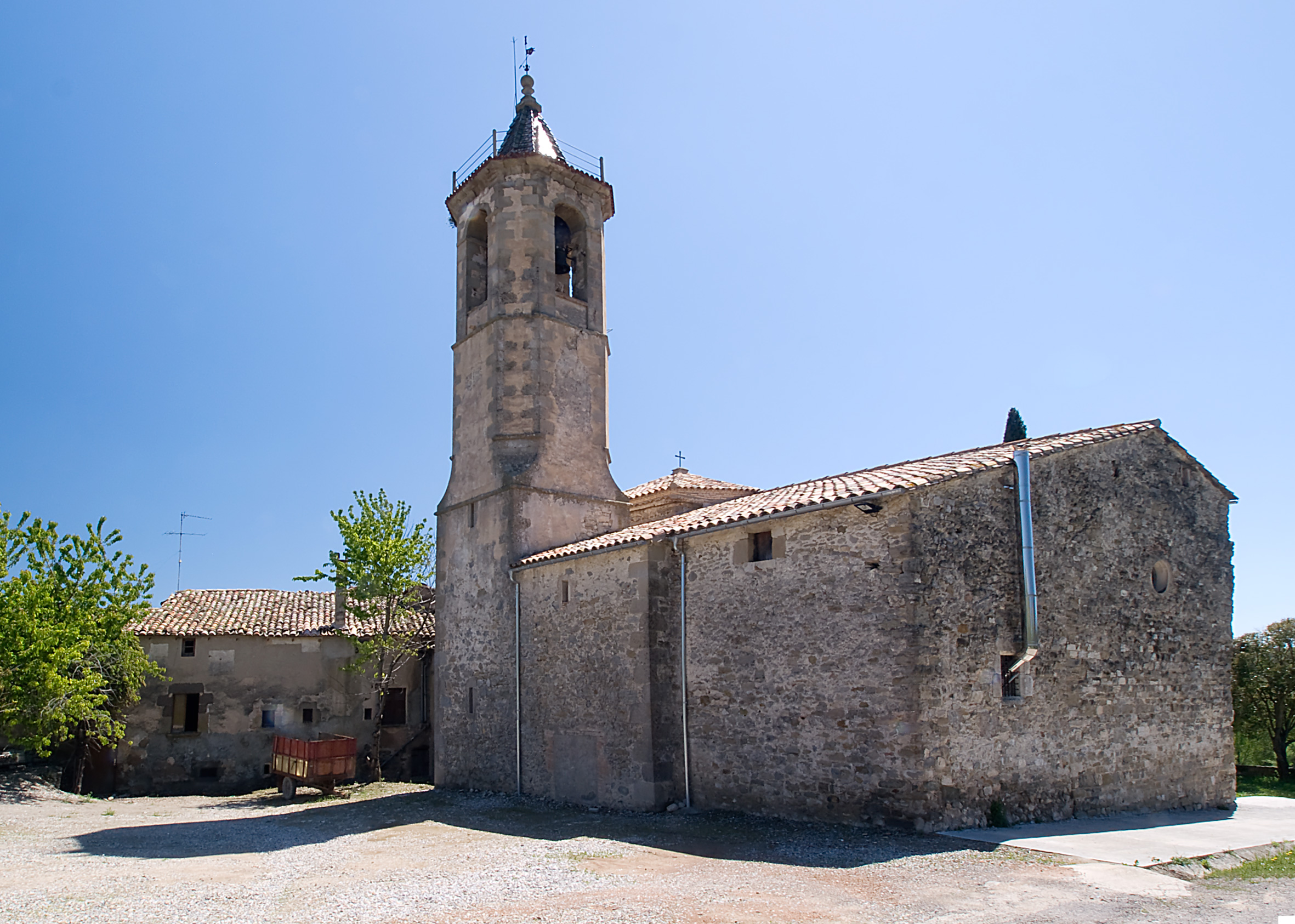
Cäcilienkirche

- Cäcilienkirche